# مقاطعة بناب
مقاطعة بناب (بالفارسية: شهرستان بناب) هي مقاطعة تقع في إيران في أذربيجان الشرقية. يقدر عدد سكانها بـ 125,209 نسمة .